# المهذور (الشعر)

تعديل مصدري - تعديل

المهذور محلة تابعة لقرية ذى صية، التابعة لعزلة القابل الاسفل بمديرية الشعر إحدى مديريات محافظة إب في الجمهورية اليمنية، بلغ تعداد سكانها 54 حسب تعداد اليمن لعام 2004.